# Umbrella (Lied)
Umbrella (englisch für Regenschirm) ist ein von The-Dream, Christopher Stewart, Thaddis „Kuk“ Harrell und Jay-Z geschriebener R&B-Song der barbadischen Sängerin Rihanna, die ihn mit dem US-amerikanischen Hip-Hop-Künstler Jay-Z einspielte.

## Produktion
Der Song wurde im März 2007 als erste Single aus Rihannas drittem Studioalbum Good Girl Gone Bad ausgekoppelt. Produzent der Single war Christopher Stewart.
Der Song wurde mit einem Schlagzeugsample der Software GarageBand produziert, die von Apple kostenlos zur Verfügung gestellt wird. Die Verwendung des Samples wurde von Dr. Pop in dem Podcast „Auf Knopfdruck zum Welthit“ akustisch nachvollziehbar dokumentiert. Auch Maroon 5 nutzen in ihrem Song One more night das exakt gleiche Schlagzeugsample.

## Preise
2008 brachte Umbrella Rihanna und Jay-Z einen Grammy Award in der Kategorie Beste Zusammenarbeit – Rap/Gesang und Nominierungen in den Kategorien Single des Jahres und Song des Jahres ein. Die Single stand in Großbritannien 10 Wochen auf Platz eins.
- Barbados Music Awards
  - 2008: in der Kategorie „Song of the Year“
  - 2010: in der Kategorie „Song of the Decade“
- Billboard Music Awards
  - 2007: in der Kategorie „Hot Dance Airplay Song of the Year“
  - 2007: in der Kategorie „European Hot 100 Song of the Year“
- Grammy Awards
  - 2008: in der Kategorie „Best Rap/Sung Collaboration“
- MTV Video Music Awards
  - 2007: in der Kategorie „Monster Single of the Year“
  - 2007: in der Kategorie „Video of the Year“
- MuchMusic Video Awards
  - 2008: in der Kategorie „Most Watched Video“
- Swiss Music Awards
  - 2008: in der Kategorie „Best Song International“

## Kommerzieller Erfolg

### Chartplatzierungen
Das Lied erreichte in zahlreichen nationalen Hitparaden die Top Ten. Am 9. Juni 2007 erreichte das Stück Platz eins der Billboard Hot 100, basierend auf den Downloadzahlen. Die Single wurde der höchste Debüteinstieg, seit Nielsen SoundScan 2003 die Downloadcharts der USA eingeführt hat. Umbrella war Rihannas zweiter Nummer-eins-Hit in den USA seit SOS (2006).
Der Song erreichte nur durch Downloads Platz eins der britischen Charts und wurde Rihannas erster Nummer-eins-Hit in Großbritannien. Nachdem der Song neun Wochen hintereinander auf Platz eins stand, brach er den Rekord von Gnarls Barkleys Crazy als der am längsten auf Platz eins stehende Hit des Jahrzehnts in Großbritannien. Eine Woche später stand Umbrella die zehnte Woche auf Platz eins der UK Top 40 und wurde dadurch der bis dahin am längsten auf Platz eins stehende Hit des Jahrtausends und des 21. Jahrhunderts in Großbritannien. Im Dezember 2008 wurde die Single in Großbritannien mit Platin ausgezeichnet.
Im Mai 2007 stieg Umbrella auf Platz 1 der dänischen Hitparade ein und konnte die Spitzenposition für sieben Wochen behaupten. Insgesamt hielt sich der Song für 21 Wochen in den Charts und wurde mit Platin ausgezeichnet. In Irland stieg das Lied im Mai 2007 auf dem achten Platz GFK-Charts ein. Eine Woche später eroberte Rihanna den ersten Platz und konnte sich dort für sieben weitere Wochen halten. Der Titel erreichte auch in anderen europäischen Ländern wie beispielsweise Deutschland, Österreich und der Schweiz Platz eins der Charts.
| ChartsChartplatzierungen       | Höchstplatzierung | Wochen |
| ------------------------------ | ----------------- | ------ |
| Deutschland (GfK)              | 1 (47 Wo.)        | 47     |
| Österreich (Ö3)                | 1 (34 Wo.)        | 34     |
| Schweiz (IFPI)                 | 1 (74 Wo.)        | 74     |
| Vereinigte Staaten (Billboard) | 1 (34 Wo.)        | 34     |
| Vereinigtes Königreich (OCC)   | 1 (71 Wo.)        | 71     |

| ChartsJahrescharts (2007)      | Platzierung |
| ------------------------------ | ----------- |
| Deutschland (GfK)              | 5           |
| Österreich (Ö3)                | 2           |
| Schweiz (IFPI)                 | 2           |
| Vereinigte Staaten (Billboard) | 2           |
| Vereinigtes Königreich (OCC)   | 2           |

| ChartsJahrescharts (2008)    | Platzierung |
| ---------------------------- | ----------- |
| Schweiz (IFPI)               | 86          |
| Vereinigtes Königreich (OCC) | 94          |

| ChartsJahrescharts (2000–2009) | Platzierung |
| ------------------------------ | ----------- |
| Vereinigte Staaten (Billboard) | 57          |

### Auszeichnungen für Musikverkäufe
| Land/Region                  | Auszeichnungen für Musikverkäufe (Land/Region, Auszeichnung, Verkäufe) | Verkäufe   |
| ---------------------------- | ---------------------------------------------------------------------- | ---------- |
| Australien (ARIA)            | 5× Platin                                                              | 350.000    |
| Belgien (BRMA)               | Platin                                                                 | 50.000     |
| Brasilien (PMB)              | Diamant                                                                | 250.000    |
| Dänemark (IFPI)              | 2× Platin                                                              | 30.000     |
| Deutschland (BVMI)           | 2× Platin                                                              | 600.000    |
| Finnland (IFPI)              | Platin                                                                 | 10.784     |
| Griechenland (IFPI)          | Platin                                                                 | 20.000     |
| Italien (FIMI)               | 2× Platin                                                              | 220.580    |
| Japan (RIAJ)                 | Gold                                                                   | 100.000    |
| Neuseeland (RMNZ)            | 6× Platin                                                              | 180.000    |
| Portugal (AFP)               | Platin                                                                 | 10.000     |
| Schweden (IFPI)              | 2× Platin                                                              | 80.000     |
| Schweiz (IFPI)               | Gold                                                                   | 15.000     |
| Spanien (Promusicae)         | 11× Platin                                                             | 220.000    |
| Südkorea (KMCA)              | —                                                                      | 129.907    |
| Vereinigte Staaten (RIAA)    | Diamant (Single) · + 2× Platin (Mastertone)                            | 12.000.000 |
| Vereinigtes Königreich (BPI) | 4× Platin                                                              | 2.400.000  |
| Insgesamt                    | 2× Gold · 40× Platin · 2× Diamant ·                                    | 16.666.271 |

Hauptartikel: Rihanna/Auszeichnungen für Musikverkäufe

## Coverversionen und weitere Verwendung
Wegen des weltweiten Erfolges von Umbrella produzierte Def Jam fünf neue Versionen des Songs mit Rihanna, die sie bei den MTV Movie Awards 2007 sang. 2009 erschien eine Coverversion des Songs von The Baseballs. Umbrella ist inklusive des Musikvideos in den Karaoke-Computerspielen SingStar Pop Volume 2 und Lips enthalten. Eine Coverversion des Songs ist im Spiel Dance Dance Revolution Hottest Party 2 enthalten. In der Folge Ersatzspieler (The Substitute) der zweiten Staffel der Fernsehserie Glee sangen die Darsteller zusammen mit Gastdarstellerin Gwyneth Paltrow ein Mashup aus Umbrella und Singin’ in the Rain von Gene Kelly.